# Сидань
Сидань (кит. упр. 西单, пиньинь Xīdān) — улица и район, расположенные в Пекине, Китай, известные благодаря большому сосредоточению торговых центров и супермаркетов, где продаются качественные вещи в большом разнообразии. Сидань находится к западу от площади Тяньаньмэнь и располагает не только торговыми площадками, но и развлекательными.
При выходе из одноименной станции метро можно сразу найти один из крупнейших в Китае книжных магазинов. В многоэтажном внушительном здании можно найти любую интересующую литературу, в том числе и на русском языке, а перед ним расположена статуя в виде стопки уложенных друг на друга книг.
Сидань включает в себя:
- Площадь Культуры (the Xidan Culture Square) — небольшая по Китайским размерам площадь, с зелёными насаждениями и покрытая мраморными плитами, под которой находится трёхэтажный подземный торговый комплекс с ресторанным двориком, катком с искусственным льдом и огромным разнообразием сувениров и недорогих стильных вещей.
- Северная часть улицы Сидань (North Xidan Street).